# 沈鳳翔
沈鳳翔（1549年—1608年），字孟威，號廣乘，直隸常州府武進縣人，明朝政治人物。

## 生平
萬曆四年（1576年）丙子科應天鄉試舉人。萬曆二十年（1592年），登壬辰科第三甲第一百七十一名進士。次年授萧山县知县，二十七年北上謁选，尋丁母忧，三十二年除補户科给事中，次年遷右给事中，巡视光禄寺，三十五年奉命册封襄府，便道过家，数月后病卒。

## 家族
曾祖沈程；祖父沈約；父沈九思，嘉靖癸卯舉人，贈右给事中。前母李氏，母廖氏，封太孺人。。